# Lincoln EL-Series
La EL-Series è un'autovettura full-size di lusso prodotta dalla Lincoln dal 1949 al 1951.

## Storia
Il modello venne presentato il 22 aprile 1948. La ES-Series, che fu la prima vettura postbellica completamente nuova prodotta dalla Lincoln, possedeva una linea più aerodinamica di quella degli altri modelli commercializzati nel 1948. La ES-Series era dotata anche di un parabrezza formato da due pezzi, la cui struttura era però un po' datata, non essendo molto in sintonia con lo stile in voga all'epoca. Nel complesso, la ES-Series assomigliava parecchio ai modelli Mercury contemporanei. Tuttavia, la presenza di fanali anteriori arretrati e di un frontale peculiare, rendeva la ES-Series abbastanza riconoscibile.
La EL-Series fu offerta in tre versioni, vale a dire coupé due porte, cabriolet due porte e berlina quattro porte. Il modello aveva installato un motore V8 da 5,5 L di cilindrata.  Questo propulsore era montato anteriormente, mentre la trazione era posteriore. I tipi di cambio disponibili erano due, vale a dire una trasmissione manuale a tre rapporti ed un cambio automatico Hydra-Matic a quattro rapporti.
Nel 1950 una nuova calandra che si sviluppava orizzontalmente migliorò l'aspetto delle vettura, facendola assomigliare maggiormente alle Lincoln dell'epoca.  Il nome del modello era posizionato, come nell'anno precedente, sul parafango anteriore, anche se era formato da lettere più grandi. A metà del model year venne introdotta la Lido, vale a dire una coupé con tettuccio in vinile, interni speciali ed una carrozzeria dotata di diversi ornamenti e tratti distintivi. La Lido venne lanciata sui mercati come risposta alle hardtop introdotte dalla General Motors nel 1949 ed era simile alle versioni coupé della Mercury Monterey e della Lincoln Cosmopolitan. Della Lido ne furono però prodotti pochi esemplari.
Nel 1951 il modello venne rivisto. Dopo le modifiche, il modello presentava una parte anteriore completamente nuova, che all'epoca sollevò però diverse critiche. Oltre a questo, furono anche modificate altre parti della carrozzeria. La scritta "Lincoln" venne spostata nella parte posteriore della vettura. Nell'occasione, fu aggiornata anche la Lido.
Il modello venne assemblato a Los Angeles, Dearborn e Saint Louis.